# Tha Block Is Hot
Tha Block Is Hot – album debiutancki rapera z Nowego Orleanu - Lila Wayne’a. Album został wydany w 1999 roku w Cash Money Records. 
Singlami promocyjnymi były „Tha Block Is Hot” i „Respect Us”. Płyta osiągnęła status podwójnej platyny (zostało sprzedanych około 2 100 000 sztuk).

## Lista utworów
1. „Intro” (gościnnie Big Tymers) - 1:47
2. „Tha Block Is Hot” (gościnnie Hot Boyz) - 4:22
3. „Loud Pipes” (gościnnie Big Tymers, Juvenile i B.G.) - 5:17
4. „Watcha Wanna Do” - 3:50
5. „Kisha” (gościnnie Hot Boyz) - 4:17
6. „High Beamin'” (gościnnie B.G.) - 4:10
7. „Lights Off” - 4:06
8. „Fuck tha World” (gościnnie Squad Up) - 4:46
9. „Remember Me” (gościnnie B.G.) - 3:52
10. „Respect Us” (gościnnie Juvenile - 5:01
11. „Drop It Like Its Hot” (gościnnie B.G. i Mannie Fresh) - 5:23
12. „Young Playa” (gościnnie Big Tymers) - 4:27
13. „Enemy Turf” (gościnnie Juvenile - 4:19
14. „Not Like Me” (gościnnie Big Tymers - 4:03
15. „Come On” - 4:35
16. „Up to Me” - 4:33
17. „You Want War” - 3:25